# Посуело-де-Арагон
Посуело-де-Арагон (ісп. Pozuelo de Aragón) — муніципалітет в Іспанії, у складі автономної спільноти Арагон, у провінції Сарагоса. Населення — 342 особи (2010).
Муніципалітет розташований на відстані близько 240 км на північний схід від Мадрида, 46 км на захід від Сарагоси.

## Демографія
Динаміка населення (INE ):